# Phoenix Open
Het Phoenix Open, zoals dit golftoernooi meestal genoemd wordt, behoort tot de Amerikaanse PGA Tour en wordt altijd in Phoenix gespeeld, sinds 1975 op de Phoenix Country Club en sinds 1987 op de Stadium baan van de TPC of Scottsdale. De officiële naam van het toernooi is sinds 2010 Waste Management Phoenix Open.
Het toernooi is zeer populair bij de bezoekers, jaarlijks komen er ongeveer 650.000.  De meest bezochte plek op de baan is hole 16, een par 3 waar onder andere Tiger Woods, Jarrod Lyle en Francesco Molinari een hole-in-one gemaakt hebben. Het publiek zit daar om de green heen, en zoals daar gebruikelijk is, wordt er luidkeels commentaar geleverd op de prestaties van de spelers.

## Records
- In 2018 kwam er een record van 719.179 toeschouwers.
- In 2018 kwamen er op de zaterdag 216.818 toeschouwers.
- Het toernooirecord van 256 (-28) staat op naam van Mark Calcavecchia (2001) en Phil Mickelson (2013).
- De laagste ronde van 60 werd binnengebracht door Grant Waite (1996) en Phil Mickelson (2005 en 2013).
- Calcavecchi maakte 32 birdies in 2001.
- 3-voudig winnaars zijn Calcavecchia (1989, 1992, 2001), Gene Littler (1955, 1959, 1969), Arnold Palmer (1961, 1962, 1963) en Phil Mickelson (1996, 2005, 2013).
- Arnolf Palmer won in 1962 met 12 slagen voorsprong op Billy Casper, Don Fairfield, Bob McCallister en Jack Nicklaus.

## Winnaars
| Jaar                          | Baan                                                 | Winnaar                                              | Score                                                | Score                                                | Prijzengeld                                          |                                                      |               |
| Arizona Open                  | Arizona Open                                         | Arizona Open                                         | Arizona Open                                         | Arizona Open                                         | Arizona Open                                         | Arizona Open                                         |               |
| ----------------------------- | ---------------------------------------------------- | ---------------------------------------------------- | ---------------------------------------------------- | ---------------------------------------------------- | ---------------------------------------------------- | ---------------------------------------------------- | ------------- |
| 1932                          | Phoenix Country Club                                 | Ralph Guldahl                                        | 285                                                  | –1                                                   | US$ 2.500                                            |                                                      |               |
| 1933                          | Phoenix Country Club                                 | Harry Cooper                                         | 281                                                  | –3                                                   | 1.500                                                |                                                      |               |
| 1934                          | niet gespeeld                                        | niet gespeeld                                        | niet gespeeld                                        | niet gespeeld                                        | niet gespeeld                                        | niet gespeeld                                        |               |
| 1935                          | Phoenix Country Club                                 | Ky Laffoon                                           | 281                                                  | –3                                                   | 2.500                                                |                                                      |               |
| 1936                          | Niet gespeeld                                        | Niet gespeeld                                        | Niet gespeeld                                        | Niet gespeeld                                        | Niet gespeeld                                        |                                                      |               |
| 1937                          | Niet gespeeld                                        | Niet gespeeld                                        | Niet gespeeld                                        | Niet gespeeld                                        | Niet gespeeld                                        |                                                      |               |
| 1938                          | Niet gespeeld                                        | Niet gespeeld                                        | Niet gespeeld                                        | Niet gespeeld                                        | Niet gespeeld                                        |                                                      |               |
| 1939                          | Phoenix Country Club                                 | Byron Nelson                                         | 198^                                                 | –15                                                  | 3.000                                                |                                                      |               |
| 1940                          | Phoenix Country Club                                 | Ed Oliver                                            | 205^                                                 | –8                                                   | 3.000                                                |                                                      |               |
| 1941                          | Niet gespeeld Club was gastheer van het Western Open | Niet gespeeld Club was gastheer van het Western Open | Niet gespeeld Club was gastheer van het Western Open | Niet gespeeld Club was gastheer van het Western Open | Niet gespeeld Club was gastheer van het Western Open | Niet gespeeld Club was gastheer van het Western Open |               |
| 1942                          | Niet gespeeld Club was gastheer van het Western Open | Niet gespeeld Club was gastheer van het Western Open | Niet gespeeld Club was gastheer van het Western Open | Niet gespeeld Club was gastheer van het Western Open | Niet gespeeld Club was gastheer van het Western Open | Niet gespeeld Club was gastheer van het Western Open |               |
| 1943                          | Niet gespeeld                                        | Niet gespeeld                                        | Niet gespeeld                                        | Niet gespeeld                                        | Niet gespeeld                                        | Niet gespeeld                                        | Niet gespeeld |
| Phoenix Open                  |                                                      |                                                      |                                                      |                                                      |                                                      |                                                      |               |
| 1944                          | Phoenix Country Club                                 | Harold "Jug" McSpaden po                             | 273                                                  | –11                                                  | 5.000                                                |                                                      |               |
| 1945                          | Phoenix Country Club                                 | Byron Nelson                                         | 274                                                  | –10                                                  | 5.000                                                |                                                      |               |
| 1946                          | Phoenix Country Club                                 | Ben Hogan po                                         | 273                                                  | –11                                                  | 7.500                                                |                                                      |               |
| 1947                          | Phoenix Country Club                                 | Ben Hogan                                            | 270                                                  | –14                                                  | 10.000                                               |                                                      |               |
| 1948                          | Phoenix Country Club                                 | Bobby Locke                                          | 268                                                  | –16                                                  | 10.000                                               |                                                      |               |
| 1949                          | Phoenix Country Club                                 | Jimmy Demaret po                                     | 278                                                  | –6                                                   | 10.000                                               |                                                      |               |
| Ben Hogan Open                |                                                      |                                                      |                                                      |                                                      |                                                      |                                                      |               |
| 1950                          | Phoenix Country Club                                 | Jimmy Demaret                                        | 269                                                  | –15                                                  | 10.000                                               |                                                      |               |
| Phoenix Open                  |                                                      |                                                      |                                                      |                                                      |                                                      |                                                      |               |
| 1951                          | Phoenix Country Club                                 | Lew Worsham                                          | 272                                                  | –12                                                  | 10.000                                               |                                                      |               |
| 1952                          | Phoenix Country Club                                 | Lloyd Mangrum                                        | 274                                                  | –10                                                  | 10.000                                               |                                                      |               |
| 1953                          | Phoenix Country Club                                 | Lloyd Mangrum                                        | 272                                                  | –12                                                  | 10.000                                               |                                                      |               |
| 1954                          | Phoenix Country Club                                 | Ed Furgol po                                         | 272                                                  | –12                                                  | 10.000                                               |                                                      |               |
| 1955                          | Arizona Country Club                                 | Gene Littler                                         | 275                                                  | –5                                                   | 15.000                                               |                                                      |               |
| 1956                          | Phoenix Country Club                                 | Cary Middlecoff                                      | 276                                                  | –8                                                   | 15.000                                               |                                                      |               |
| Phoenix Open Invitational     |                                                      |                                                      |                                                      |                                                      |                                                      |                                                      |               |
| 1957                          | Arizona Country Club                                 | Billy Casper                                         | 271                                                  | –9                                                   | 15.000                                               |                                                      |               |
| 1958                          | Phoenix Country Club                                 | Ken Venturi                                          | 274                                                  | –10                                                  | 15.000                                               |                                                      |               |
| 1959                          | Arizona Country Club                                 | Gene Littler                                         | 268                                                  | –12                                                  | 20.000                                               |                                                      |               |
| 1960                          | Phoenix Country Club                                 | Jack Fleck po                                        | 273                                                  | –11                                                  | 22.500                                               |                                                      |               |
| 1961                          | Arizona Country Club                                 | Arnold Palmer po                                     | 270                                                  | –10                                                  | 30.000                                               |                                                      |               |
| 1962                          | Phoenix Country Club                                 | Arnold Palmer                                        | 269                                                  | –15                                                  | 35.000                                               |                                                      |               |
| 1963                          | Arizona Country Club                                 | Arnold Palmer                                        | 273                                                  | –15                                                  | 35.000                                               |                                                      |               |
| 1964                          | Phoenix Country Club                                 | Jack Nicklaus                                        | 271                                                  | –13                                                  | 50.000                                               |                                                      |               |
| 1965                          | Arizona Country Club                                 | Rod Funseth                                          | 274                                                  | –14                                                  | 65.000                                               |                                                      |               |
| 1966                          | Phoenix Country Club                                 | Dudley Wysong                                        | 278                                                  | –6                                                   | 60.000                                               |                                                      |               |
| 1967                          | Arizona Country Club                                 | Julius Boros                                         | 272                                                  | –12                                                  | 70.000                                               |                                                      |               |
| 1968                          | Phoenix Country Club                                 | George Knudson                                       | 272                                                  | –12                                                  | 100.000                                              |                                                      |               |
| 1969                          | Arizona Country Club                                 | Gene Littler                                         | 263                                                  | –21                                                  | 100.000                                              |                                                      |               |
| 1970                          | Phoenix Country Club                                 | Dale Douglass                                        | 271                                                  | –13                                                  | 100.000                                              |                                                      |               |
| 1971                          | Arizona Country Club                                 | Miller Barber                                        | 261                                                  | –23                                                  | 125.000                                              |                                                      |               |
| Phoenix Open                  |                                                      |                                                      |                                                      |                                                      |                                                      |                                                      |               |
| 1972                          | Phoenix Country Club                                 | Homero Blancas po                                    | 273                                                  | –11                                                  | 125.000                                              |                                                      |               |
| 1973                          | Arizona Country Club                                 | Bruce Crampton                                       | 268                                                  | –12                                                  | 150.000                                              |                                                      |               |
| 1974                          | Phoenix Country Club                                 | Johnny Miller                                        | 271                                                  | –13                                                  | 150.000                                              |                                                      |               |
| 1975                          | Phoenix Country Club                                 | Johnny Miller                                        | 260                                                  | –24                                                  | 150.000                                              |                                                      |               |
| 1976                          | Phoenix Country Club                                 | Bob Gilder                                           | 268                                                  | –16                                                  | 200.000                                              |                                                      |               |
| 1977                          | Phoenix Country Club                                 | Jerry Pate po                                        | 277                                                  | –7                                                   | 200.000                                              |                                                      |               |
| 1978                          | Phoenix Country Club                                 | Miller Barber                                        | 272                                                  | –12                                                  | 200.000                                              |                                                      |               |
| 1979                          | Phoenix Country Club                                 | Ben Crenshaw                                         | 199*                                                 | –14                                                  | 250.000                                              |                                                      |               |
| 1980                          | Phoenix Country Club                                 | Jeff Mitchell                                        | 272                                                  | –12                                                  | 300.000                                              |                                                      |               |
| 1981                          | Phoenix Country Club                                 | David Graham                                         | 268                                                  | –16                                                  | 300.000                                              |                                                      |               |
| 1982                          | Phoenix Country Club                                 | Lanny Wadkins                                        | 263                                                  | –21                                                  | 300.000                                              |                                                      |               |
| 1983                          | Phoenix Country Club                                 | Bob Gilder po                                        | 271                                                  | –13                                                  | 350.000                                              |                                                      |               |
| 1984                          | Phoenix Country Club                                 | Tom Purtzer                                          | 268                                                  | –16                                                  | 400.000                                              |                                                      |               |
| 1985                          | Phoenix Country Club                                 | Calvin Peete                                         | 270                                                  | –14                                                  | 450.000                                              |                                                      |               |
| 1986                          | Phoenix Country Club                                 | Hal Sutton                                           | 267                                                  | –21                                                  | 500.000                                              |                                                      |               |
| 1987                          | TPC of Scottsdale - Stadium Course                   | Paul Azinger                                         | 268                                                  | –16                                                  | 600.000                                              |                                                      |               |
| 1988                          | TPC of Scottsdale - Stadium Course                   | Sandy Lyle po                                        | 269                                                  | –15                                                  | 650.000                                              |                                                      |               |
| 1989                          | TPC of Scottsdale - Stadium Course                   | Mark Calcavecchia                                    | 263                                                  | –21                                                  | 700.000                                              |                                                      |               |
| 1990                          | TPC of Scottsdale - Stadium Course                   | Tommy Armour III                                     | 267                                                  | –17                                                  | 900.000                                              |                                                      |               |
| 1991                          | TPC of Scottsdale - Stadium Course                   | Nolan Henke                                          | 268                                                  | –16                                                  | 1.000.000                                            |                                                      |               |
| 1992                          | TPC of Scottsdale - Stadium Course                   | Mark Calcavecchia                                    | 264                                                  | –20                                                  | 1.000.000                                            |                                                      |               |
| 1993                          | TPC of Scottsdale - Stadium Course                   | Lee Janzen                                           | 273                                                  | –11                                                  | 1.000.000                                            |                                                      |               |
| 1994                          | TPC of Scottsdale - Stadium Course                   | Bill Glasson                                         | 268                                                  | –16                                                  | 1.200.000                                            |                                                      |               |
| 1995                          | TPC of Scottsdale - Stadium Course                   | Vijay Singh                                          | 269                                                  | –15                                                  | 1.300.000                                            |                                                      |               |
| 1996                          | TPC of Scottsdale - Stadium Course                   | Phil Mickelson po                                    | 269                                                  | –15                                                  | 1.300.000                                            |                                                      |               |
| 1997                          | TPC of Scottsdale - Stadium Course                   | Steve Jones                                          | 258                                                  | –26                                                  | 1.500.000                                            |                                                      |               |
| 1998                          | TPC of Scottsdale - Stadium Course                   | Jesper Parnevik                                      | 269                                                  | –15                                                  | 2.500.000                                            |                                                      |               |
| 1999                          | TPC of Scottsdale - Stadium Course                   | Rocco Mediate                                        | 273                                                  | –11                                                  | 3.000.000                                            |                                                      |               |
| 2000                          | TPC of Scottsdale - Stadium Course                   | Tom Lehman                                           | 270                                                  | –14                                                  | 3.200.000                                            |                                                      |               |
| 2001                          | TPC of Scottsdale - Stadium Course                   | Mark Calcavecchia                                    | 256                                                  | –28                                                  | 4.000.000                                            |                                                      |               |
| 2002                          | TPC of Scottsdale - Stadium Course                   | Chris DiMarco                                        | 267                                                  | –17                                                  | 4.000.000                                            |                                                      |               |
| 2003                          | TPC of Scottsdale - Stadium Course                   | Vijay Singh                                          | 261                                                  | –23                                                  | 4.000.000                                            |                                                      |               |
| FBR Open                      |                                                      |                                                      |                                                      |                                                      |                                                      |                                                      |               |
| 2004                          | TPC of Scottsdale - Stadium Course                   | Jonathan Kaye                                        | 266                                                  | –18                                                  | 5.200.000                                            |                                                      |               |
| 2005                          | TPC of Scottsdale - Stadium Course                   | Phil Mickelson                                       | 267                                                  | –17                                                  | 5.200.000                                            |                                                      |               |
| 2006                          | TPC of Scottsdale - Stadium Course                   | J. B. Holmes                                         | 263                                                  | –21                                                  | 5.200.000                                            |                                                      |               |
| 2007                          | TPC of Scottsdale - Stadium Course                   | Aaron Baddeley                                       | 263                                                  | –21                                                  | 6.000.000                                            |                                                      |               |
| 2008                          | TPC of Scottsdale - Stadium Course                   | J. B. Holmes po                                      | 270                                                  | –14                                                  | 6.000.000                                            |                                                      |               |
| 2009                          | TPC of Scottsdale - Stadium Course                   | Kenny Perry po                                       | 270                                                  | –14                                                  | 6.000.000                                            |                                                      |               |
| Waste Management Phoenix Open |                                                      |                                                      |                                                      |                                                      |                                                      |                                                      |               |
| 2010                          | TPC of Scottsdale - Stadium Course                   | Hunter Mahan                                         | 268                                                  | –16                                                  | 6.000.000                                            |                                                      |               |
| 2011                          | TPC of Scottsdale - Stadium Course                   | Mark Wilson                                          | 266                                                  | –18                                                  | 6.100.000                                            |                                                      |               |
| 2012                          | TPC of Scottsdale - Stadium Course                   | Kyle Stanley                                         | 269                                                  | –15                                                  | 6.100.000                                            |                                                      |               |
| 2013                          | TPC of Scottsdale - Stadium Course                   | Phil Mickelson                                       | 256                                                  | –28                                                  | 6.200.000                                            |                                                      |               |
| 2014                          | TPC of Scottsdale - Stadium Course                   | Kevin Stadler                                        | 268                                                  | –16                                                  | 6.200.000                                            |                                                      |               |
| 2015                          | TPC of Scottsdale - Stadium Course                   | Brooks Koepka                                        | 269                                                  | –15                                                  | 6.200.000                                            |                                                      |               |
| 2016                          | TPC of Scottsdale - Stadium Course                   | Hideki Matsuyama                                     | 270                                                  | –14                                                  | 6.500.000                                            |                                                      |               |
| 2017                          | TPC of Scottsdale - Stadium Course                   | Hideki Matsuyama                                     | 267                                                  | –17                                                  | 6.500.000                                            |                                                      |               |
| 2018                          | TPC of Scottsdale - Stadium Course                   | Gary Woodland                                        | 266                                                  | –18                                                  | 6.500.000                                            |                                                      |               |
| 2019                          | TPC of Scottsdale - Stadium Course                   | Rickie Fowler                                        | 267                                                  | –17                                                  | 7.100.000                                            |                                                      |               |

| Toernooirecord |  | po = winnaar na play-off |